# Lia Gama
Lia Gama, nome artístico de Maria Isilda da Gama Gil ComIH (Fundão, Barroca 28 de maio de 1944), é uma atriz portuguesa.

## Biografia
Nascida na freguesia da Barroca, no concelho do Fundão, no dia 28 de Maio de 1944, foi ainda criança para Lisboa onde inicia os estudos secundários.  Depois vai aprender o ofício de cabeleireira, ao mesmo tempo que se inicia no mundo do espetáculo.
De facto, chegou ao teatro em 1960, como ajudante de promoção da peça A Margarida da Rua, em que Vasco Morgado lhe atribuiu a tarefa de vender margaridas no foyer do Teatro Monumental.  Em 1963 dá-se a sua estreia como atriz, na peça Vamos Contar Mentiras, ao lado de Raul Solnado e Florbela Queiroz (durante a tourneé da peça). Participa depois em Badaró 9 1/2 no Teatro da Avenida. 
Surge entretanto a oportunidade de ir para Paris estudar representação e em 1965 Lia Gama vai frequentar a Escola de Teatro René Simon.  Ao fim de um ano, quando regressa a Portugal, foi integrar o elenco do Teatro Estúdio de Lisboa, onde foi dirigida por Luzia Maria Martins em várias peças, até 1968. Ao mesmo tempo tempo inicia-se no cinema, com António de Macedo, em Sete Balas para Selma (1967). Em 1968 muda-se para o Teatro Experimental de Cascais, de Carlos Avilez.
Em 1970 faz um interregno na sua carreira, ocupado por um casamento nesse ano com Frederico Maria Oom Moniz Galvão (Lisboa, 12 de setembro de 1946), pai do seu filho, João Carlos Gil Moniz Galvão, nascido em Lisboa, São Sebastião da Pedreira, a 12 de junho de 1972.
Quando regressa aos palcos percorre uma carreira em diferentes companhias teatrais: Casa da Comédia, Teatro da Cornucópia, Os Cómicos, Teatro da Graça, Grupo 4, Teatro da Comuna!Comuna - Teatro de Pesquisa ou Companhia Teatral do Chiado, dirigida por nomes tão importantes como João Lourenço, Jorge Silva Melo, Luís Miguel Cintra, Ricardo Pais, Jorge Listopad, Fernando Gusmão, João Mota e Juvenal Garcês.
Nos tempos livres, faz incursões no teatro televisivo e, a partir de 1974, inicia uma carreira regular no cinema, impondo o seu rosto, indelevelmente, no écran.

## Prémios e Reconhecimento
Recebeu o Prémio da Casa da Imprensa pela sua interpretação no filme Kilas, o Mau da Fita. 
A Associação Portuguesa dos Críticos de Teatro atribuiu-lhe a Medalha 25 de Abril. 
Foi homenageada com o Prémio Carreira dos Prémios Sophia de 2019, ao lado do actor Pedro Efe. 
O Ministério da Cultura português, distinguiu-a com a Medalha de Mérito Cultural em 2006.  E a 25 de março de 2019, foi agraciada com o grau de Comendador da Ordem do Infante D. Henrique.

## Cinema
Fez parte do elenco dos filmes: 
- 1967: Sete Balas para Selma, de António de Macedo [13]
- 1970: O Cerco, de António da Cunha Telles
- 1974: Meus Amigos, de António da Cunha Telles [14]
- 1976: O Funeral do Patrão, de Eduardo Geada
- 1977: Nem Pássaro Nem Peixe, de Solveig Nordlund [15]
- 1978: Nós por Cá Todos Bem, de Fernando Lopes
- 1979: Amor de Perdição, de Manoel de Oliveira [16]
- 1979: A Santa Aliança, de Eduardo Geada
- 1980: Mariana Alcoforado, de Eduardo Geada
- 1981: Antes a Sorte que Tal Morte, de João Matos Silva [17]
- 1981: Kilas, o Mau da Fita, de José Fonseca e Costa [18]
- 1981: Oxalá, de António-Pedro Vasconcelos
- 1982: Francisca, de Manoel de Oliveira
- 1983: Sem Sombra de Pecado, de José Fonseca e Costa [16]
- 1984: Crónica dos Bons Malandros, de José Fonseca e Costa
- 1988: Tempos Difíceis, de João Botelho
- 1995: La mal-aimée, telefilme francês
- 1996: O Pecado da Mamã, de Regina Guimarães, Saguenail e Steven Stupp  [19]
- 1998: Requiem, de Alain Tanner
- 1999: Mal, de Alberto Seixas Santos
- 1999: António, Um Rapaz de Lisboa, de Jorge Silva Melo
- 2002: Crónica Feminina, de Gonçalo Luz
- 2003: A Mulher que Acreditava Ser Presidente dos Estados Unidos da América, de João Botelho
- 2003: A Filha, de Solveig Nordlund
- 2006: Dot.com, de Luís Galvão Teles
- 2017: Índice Médio de Felicidade, de Joaquim Leitão
- 2018: Raiva, de Sérgio Tréfaut [20][21]

## Televisão
- 1979: O Caso Rosenberg, realização de Oliveira e Costa
- 1979: A Senhora do Cãozinho, de Anton Tchekhov e realizado por Jorge Listopad
- 1979: Os Maias, de Eça de Queiroz, realização de Ferrão Katzenstein [22]
- 1983: Origens, (Teresa)
- 1988: Sétimo Direito, (Esmeralda)
- 1991: Por Mares Nunca Dantes Navegados, de Carlos Avilez [23]
- 1993: A Banqueira do Povo, de Patrícia Melo com realização de Walter Avancini [24]
- 1993: Sozinhos em Casa (RTP) - Clara
- 1994: Cabaret, de Filipe La Féria com realização de Pedro Martins
- 1994: Desculpem Qualquer Coisinha (RTP) - Dona Timóteo
- 1995: Queridas e Maduras (RTP) - Salomé
- 1996: Polícias (série) (RTP) - Tia de Raúl
- 1998: Uma Casa em Fanicos (RTP) - Constança
- 2000: Ajuste de Contas (RTP) - Guida [16]
- 2001: O Processo dos Távoras, (RTP) - D. Leonor Távora, de Francisco Moita Flores com realização de Wilson Solon [16]
- 2001: Super Pai (TVI) - atriz convidada
- 2001: Sociedade Anónima (RTP) - Lucinda Tarouca
- 2002: Um Estranho Em Casa (RTP) - Matilde
- 2002: O Último Beijo (TVI) - Carmén Souza (Elenco Principal)
- 2003: O Jogo (SIC) - Maria Amélia Vasconcelos de Castro (Elenco Principal)
- 2005: Ninguém Como Tu (TVI) - Conceição Costa (Atriz Convidada)
- 2006: Morangos com Açúcar (TVI) - Vitória Torres (Elenco Principal)
- 2007: Fascínios (TVI) - Nazaré Miranda (Atriz Convidada)
- 2008: Podia Acabar o Mundo (SIC) - Joana da Câmara Fortunato Álvares (Elenco Principal)
- 2010: Cidade Despida (RTP) - Olga Castanheiro
- 2010/11: Laços de Sangue (SIC) - Eunice Nogueira (Co-Protagonista)
- 2011: Maternidade (RTP) - Mãe de Anabela
- 2013/14: Sol de Inverno (SIC) - Rosa Mendes (Elenco Principal)
- 2015/16: A Única Mulher (TVI) - Berta Vieira (Atriz Convidada)
- 2016/17: Amor Maior (SIC) - Teresa Alves Resende (Elenco Principal) [25]
- 2017/18: A Herdeira (TVI) - Maria do Carmo Alvarenga (Antagonista)
- 2019/20: Prisioneira (TVI) - Helena Lopes (Elenco Principal)
- 2020/21: Amar Demais (TVI) - Antonieta de Bragança (Participação Especial)
- 2022: Cuba Libre (RTP1) - Avó Madalena
- 2022/23: Sangue Oculto (SIC) - Noémia Batista (Elenco Principal)

## Teatro
| Ano  | Peça                       | Teatro/Companhia                              | Notas                 |
| ---- | -------------------------- | --------------------------------------------- | --------------------- |
| 1963 | Vamos Contar Mentiras      | Digressão                                     | Estreia-se como atriz |
| 1964 | Badaró 9 1/2               | Teatro Avenida                                | [ 26 ]                |
| 1964 | Férias em Lisboa           | Teatro Monumental                             | [ 27 ]                |
| 1965 | Paris Hotel                | Teatro Monumental                             | [ 28 ]                |
| 1965 | Sopa no Mel                | Teatro Maria Vitória                          | Teatro de revista     |
| 1966 | Pobre Bitô                 | Teatro Estúdio de Lisboa/Teatro Vasco Santana | [ 30 ]                |
| 1966 | A Meio da Ponte            | Teatro Estúdio de Lisboa/Teatro Vasco Santana | [ 30 ]                |
| 1966 | A Família Sam              | Teatro Estúdio de Lisboa/Teatro Vasco Santana | [ 30 ]                |
| 1966 | Exercício Para Cinco Dedos | Teatro Estúdio de Lisboa/Teatro Vasco Santana | [ 30 ]                |
| 1967 | D. Quixote                 | Teatro Experimental de Cascais                | [ 31 ]                |
| 1967 | Fedra                      | Teatro Experimental de Cascais                | [ 32 ]                |
| 1968 | O Comissário de Polícia    | Teatro Experimental de Cascais                | [ 33 ]                |
| 1968 | O Amor 68                  | Teatro Variedades                             | [ 34 ]                |
| 1969 | Os Direitos da Mulher      | Teatro Variedades                             | [ 35 ]                |

Em atualização
- 1972 - O Princípio e o Fim - Teatro Laura Alves [36]
- 1978 - Porta Fechada - Teatro da Graça [37]
- 1979 - Leonor, Rainha Maravilhosamente - Teatro São Luiz
- 1984 - Traições [38]
- 1985 - Três Mulheres de Teatro - Drogaria Ideal [39]
- 1986 - Lágrimas Amargas de Petra von Kant - Grupo Teatro Hoje - Teatro da Graça [40]
- 1987 - O País do Dragão - Grupo Teatro Hoje - Teatro da Graça [41]
- 1989 - Gota d'Água - Seiva Trupe [42]
- 2018 - Peter e Alice - Teatro Experimental de Cascais [43]
- Oh Que Ricos Dias de Samuel Beckett, com encenação de Juvenal Garcês, na peça que inaugurou a nova sala do Teatro-Estúdio Mário Viegas (2003)
- Sinfonia dos Salmos, encenação de Águeda Sena
- Oh Papá Pobre Papá!, de A. Kopit e Morais e Castro, encenação de João Lourenço
- Doroteia, de Nascimento Rodrigues, encenação de João Lourenço
- Pequenos Burgueses, de Gorki, encenação de Jorge Silva Melo e Luís Miguel Cintra
- Ah Q de Jean Jourdheuil, encenação de Jorge Silva Melo e Luís Miguel Cintra
- Casimiro e Carolina, de Odon van Horváth, encenação de Jorge Silva Melo e Luís Miguel Cintra
- A Guarda, de Joppolo, encenação de Osório Mateus
- Huis Clos, de Jean-Paul Sartre, encenação de Jorge Listopad
- Corpo Delito na Sala de Espelhos, de José Cardoso Pires, encenação de Fernando Gusmão
- Saudades, encenação de Ricardo Pais
- Em Frente da Porta do Lado de Fora, de W. Borchert, encenação de João Mota
- D. Leonor Rainha Maravilhosamente, de Alice Sampaio, encenação de Norberto Barroca
- As Lágrimas Amargas de Petra Von Kant, de Rainer Werner Fassbinder, encenação de Carlos Fernando
- No País do Dragão, de Tennessee Williams, encenação de Carlos Fernando
- Erros Meus, Má Fortuna, Amor Ardente, de Natália Correia, encenação de Carlos Avilez
- O Balcão, de Jean Genet, encenação de Carlos Avilez
- Opereta, de Witold Gombrowicz, encenação de Carlos Avilez
- Rei Lear, de William Shakespeare, encenação de Carlos Avilez
- O Pecado de João Agonia, de Bernardo Santareno; encenação de Carlos Avilez
- As Fúrias, de Agustina Bessa-Luís, encenação de Filipe La Féria

Protagonizou o recital de canções portuguesas Remix deLuxe, com Jeff Cohen ao piano e encenado por Cândida Vieira, e integrou o elenco de Conferência de Imprensa e Outras Aldrabices (a partir de Harold Pinter, Antonio Tarantino, Arne Sierens, Irmãos Presniakov, Jon Fosse, Miguel Castro Caldas, entre outros), encenado por Jorge Silva Melo. Em 2005 e 2006 integrou o elenco da peça de Paula Vogel, com encenação de Fernanda Lapa, A Mais Velha Profissão (Globo de Ouro 2005 para Melhor Produção), também no Teatro Nacional D. Maria II. A sua mais recente interpretação foi no musical O Assobio da Cobra, dirigido por Adriano Luz no (Teatro São Luiz) em 2006.